# 3100 мили
„3100 мили себенадминаване“ (Self-Transcendence 3100 Mile Race) е най-дългото сертифицирано състезание в света.
Провежда се всяка година от средата на юни до началото на август в Куинс, Ню Йорк на трасе с дължина 0,5488 мили (883 метра). Участниците имат 51 дни за да изминат разстоянието от 3100 мили (4988,97 км). Организатор е Шри Чинмой маратон тим.

## История
През 1980-те и 1990-те години Шри Чинмой маратон тим се превръща в един от пионерите на ултрабяганията в света с ежегодното организиране на 6- и 10-дневно състезание и 700, 1000 и 1300 мили.
През 1996 г. Шри Чинмой, създателят на клуба, решава да организира ново състезание на 2700 мили, което е спечелено от Георгс Йермолаевс (Латвия) с 40 дни. Следващата 1997 г. дистанцията е увеличена на 3100 мили и в този формат се провежда всяка година.
Едуард Кели (САЩ) печели първите 3100 мили с 46 дни (105 км дневно). При жените победител е Шупраба Бекджорд (САЩ) с 51 дни и два часа.
През 2020 г. той се проведе в Австрия, Залцбург поради Коронавирусна болест 2019 от 13 септември до 3 ноември.

## Рекорди
Настоящият рекордьор е Мадупран Волвган Шверк (Германия) с 41 дена 8 часа 16 минути (2004 г.), което прави 117 км средно на ден.
Шупраба Бекджорд държи рекорда при жените с 49 дни 14 часа. Тя е единствената жена взела участие и завършила всички състезания дотогава.